# NGC 2691
NGC 2691 est une galaxie spirale située dans la constellation du Lynx. NGC 2691 a été découverte par l'astronome germano-britannique William Herschel en 1787.

## Caractéristiques
Sa vitesse par rapport au fond diffus cosmologique est de 4 221 ± 15 km/s, ce qui correspond à une distance de Hubble de 62,3 ± 4,4 Mpc (∼203 millions d'al).
À ce jour, huit mesures non basées sur le décalage vers le rouge (redshift) donnent une distance de 50,925 ± 10,060 Mpc (∼166 millions d'al), ce qui est à l'intérieur des valeurs de la distance de Hubble. Notons cependant que c'est avec la valeur moyenne des mesures indépendantes, lorsqu'elles existent, que la base de données NASA/IPAC calcule le diamètre d'une galaxie et qu'en conséquence le diamètre de NGC 2691 pourrait être d'environ 29,0 kpc (∼94 600 al) si on utilisait la distance de Hubble pour le calculer.
La classe de luminosité de NGC 2691 est I et elle présente une large raie HI. Sa zone centrale présente également une forte activité de création d'étoiles. NGC 2691 est une galaxie dont le noyau brille dans le domaine de l'ultraviolet. Elle est inscrite dans le catalogue de Markarian sous la cote Mrk 391 (MK 391).
Selon la base de données Simbad, NGC 2691 est une galaxie à noyau actif.

## Supernova
La supernova SN 2011hr a été découverte dans NGC 2691 le 11 novembre 2011 par I. Nayak, S. B. Cenko, W. Li, et A. V. Filippenko dans le cadre du programme LOSS (Lick Observatory Supernova Search) de l'observatoire Lick. Cette supernova était de type Ia,.